# Suimanga porpra
El suimanga porpra (Cinnyris asiaticus) és un ocell de la família dels nectarínids (Nectariniidae).

## Hàbitat i distribució
Habita la selva, bosc, estepa i terres de conreu de les terres baixes des del nord-est d'Aràbia, Aman i sud-est de l'Iran, cap a l'est, a través de l'Afganistan, el Pakistan i 'Índia, Sri Lanka fins Myanmar, sud-oest de la Xina, nord-oest, nord-est i sud-oest de Tailàndia, Cambodja, centre i sud Laos del Vietnam.